# Gare de Villa Lobos-Jaguaré
La gare de Villa Lobos–Jaguaré est une gare ferroviaire appartenant à la Ligne 9-Émeraude de ViaMobilidade, située dans le district d'Alto de Pinheiros de la ville de São Paulo.

## Histoire
La gare a été construite par la FEPASA en 1979 (lors de la modernisation de la branche de Jurubatuba de l'ancienne EFS) et inaugurée le 4 avril 1981, sous le nom de Jaguaré, située à côté du parc Villa-Lobos, ouvert en 1994. Depuis 1996, elle est gérée par la CPTM. Elle a été rénovée et restituée le 28 mars 2010.
Le 20 avril 2021, elle a été accordée au consortium ViaMobilidade, composé des sociétés CCR et RUASinvest, avec la concession d'exploiter la ligne pendant trente ans. Le contrat de concession a été signé et le transfert de la ligne a été réalisé le 27 janvier 2022.

## À proximité
- Parc Villa-Lobos